# 富爾納費亞國家公園

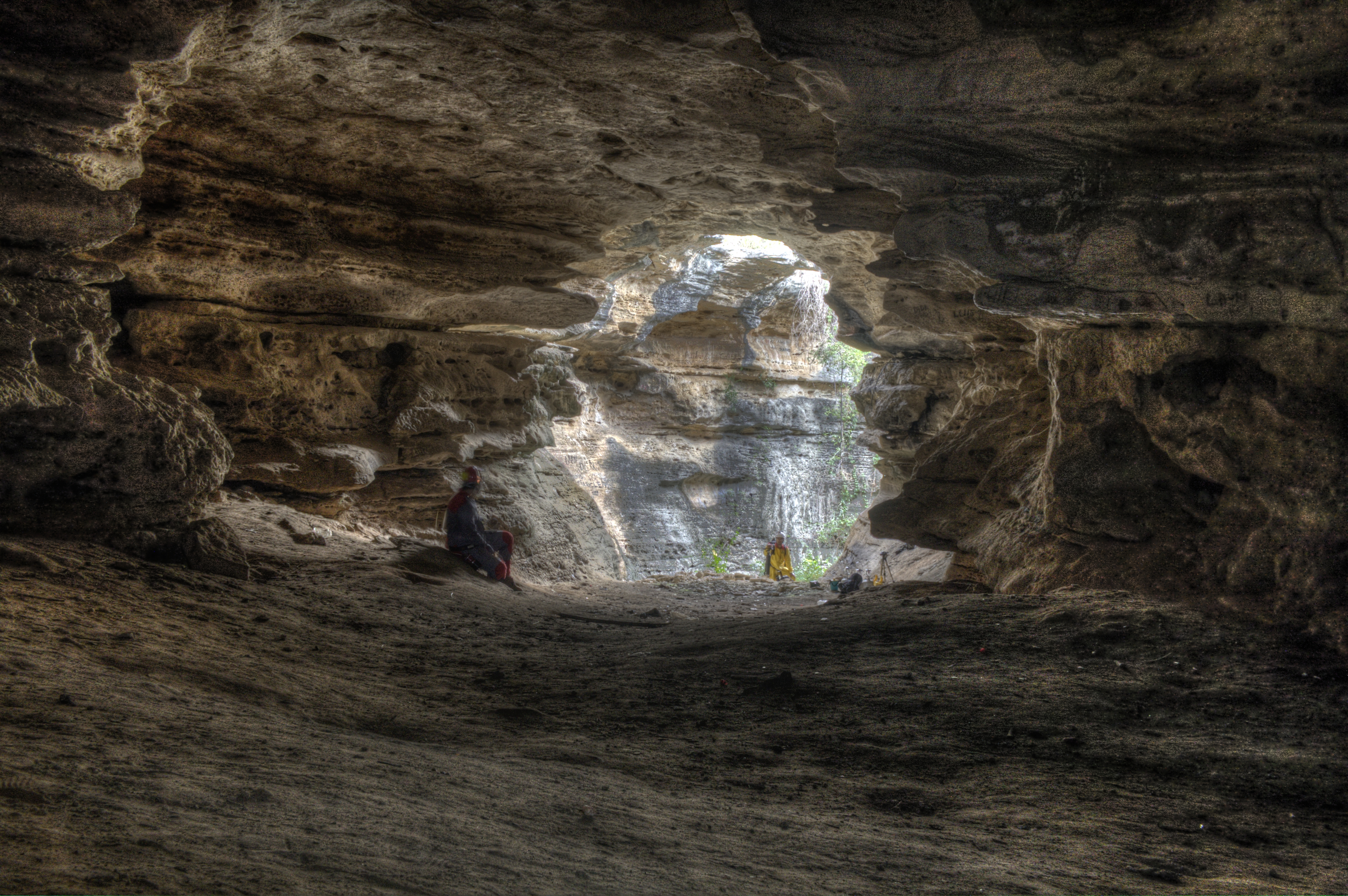

5°3′30″S 37°30′39″W / 5.05833°S 37.51083°W
富爾納費亞國家公園（葡萄牙語：Parque Nacional da Furna Feia），是巴西的國家公園，位於該國東北部北里約格朗德州，成立於2012年6月5日，佔地8.5千公頃，覆蓋巴拉烏拉和莫索羅地區。